# Zandtijger
De zandtijger (Nephrotoma submaculosa) is een tweevleugelige uit de familie van de langpootmuggen (Tipulidae). De soort komt voor in het Palearctisch gebied. Kenmerkend voor deze soort is een kleine kopvlek.
Hij heeft de volgende kenmerken:
- De middelste streep op de rug van het borststuk heeft geen matte rand en het omgebogen deel van de zijstreep is glanzend.
- De zijranden van het achterlijf hebben langgerekte vlekken die bijna of helemaal met elkaar verbonden zijn.
- De vlek op de voorkant van de kop is driehoekig met rechte zijkanten.